# چل ماگنه بوندویک
چل ماگنه بوندویک (انگلیسی: Kjell Magne Bondevik؛ زاده ۳ سپتامبر ۱۹۴۷) یک سیاست‌مدار اهل نروژ است.
چل ماگنه بوندویک، فارغ التحصیل در رشتهٔ الهیات، سیاستمدار حزب دمکرات مسیحی نروژ  (KrF) و در دوران بین ۱۷ اکتبر ۱۹۷۷ تا مارس سال ۲۰۰۰ میلادی؛ و از ۱۹ اکتبر سال ۲۰۰۱ تا ۱۷ اکتبر سال ۲۰۰۵ میلادی، نخست وزیر نروژ بود.
چل ماگنه بوندویک، رهبر سازمان جوانان حزب دمکرات مسیحی نروژ (KrF)  در سالهای بین ۱۹۷۰ تا ۱۹۷۳ میلادی بوده است. وی همچنین در دوران نخست وزیری لارس کوروالد، معاون وزیر امورخارجه،  در دوره ۱۹۷۲ تا ۱۹۷۳ میلادی بوده است. در سالهای ۱۹۷۳ تا ۲۰۰۵ میلادی  وی  به نمایندگی از مردم استان موره او رومسدال،  در  مجلس ملی نمایندگان نروژ حضور داشته است.
چل ماگنه بوندویک، در ۲ دوره رهبر پارلمانی حزب دمکرات مسیحی در   مجلس ملی نمایندگان نروژ  بود. وی همچنین  در سالهای ۱۹۸۳ تا ۱۹۸۶ وزیر آموزش و پرورش و در دوره بین ۱۹۸۹ تا ۱۹۹۰ وزیر امور خارجه نروژ بود.